# 土チャレ
『土チャレ』（どチャレ）は、2016年5月7日から2018年3月31日までフジテレビが毎週土曜 14:30 - 15:30（日本標準時）に編成していた関東ローカルの単発特別番組枠である。

## 概要
42年半にわたって土曜昼に編成されていた単発特番枠『土曜スペシャル（第1期）』に替わってスタートした。
2017年9月30日までは14:00 - 15:00に編成されていたが、2017年10月7日より、Hey! Say! JUMPメインのバラエティ番組『いただきハイジャンプ』が木曜未明（水曜深夜）枠から土曜14:00 - 14:30枠に移動、これに伴い本枠は同日から30分繰り下げで14:30 - 15:30へ移動となった。
2018年3月31日をもって放送終了。同年4月14日より『土曜スペシャル』の15:30 - 17:30枠での復活に伴い、『土曜ワイド』が13:30 - 15:25に移動する。

## 放送番組一覧

### 2016年
| 5月7日   | 聞けば知りたくなる天才たちの自由研究 オモロン                                       |                           |
| 5月14日  | リオ五輪バレーボール世界最終予選開幕スペシャル！                                    |                           |
| 5月21日  | トリコの矢                                                                          |                           |
| 5月28日  | 有名人が挑戦！このスゴ技、できんのか!?                                              |                           |
| 6月4日   | 勉強になりますっ！                                                                  |                           |
| 6月11日  | いきなり！ドリームガールズ                                                          |                           |
| 6月18日  | クイズ！ハジスター                                                                  |                           |
| 6月25日  | 今夜放送！モンタージュ三億円事件奇譚ロケ地めぐり＆見どころ徹底ナビSP                |                           |
| 7月2日   | 今、困ってます                                                                      |                           |
| 7月16日  | フワッと知ってただけでした。〜教えて！0から塾〜                                     |                           |
| 7月23日  | ボクドラマ                                                                          |                           |
| 7月30日  | はやく起きた朝は…昼SP                                                               |                           |
| 8月6日   | タシカケ                                                                            |                           |
| 8月27日  | 聞けば知りたくなる天才たちの自由研究 オモロン                                       | 第2弾                     |
| 9月30日  | さんまのまんま（関西テレビ製作）                                                    | 25分縮小（14:00 - 14:35） |
| 9月10日  | 『独占告白24時間密着「絶対誰にも言いたくなかった」〜体操・白井健三 リオ五輪の真実〜 |                           |
| 9月17日  | 答えを聞いたらもう一度見たくなる！クイズ二度見〜One More Time〜                     |                           |
| 11月5日  | お客様と10人                                                                        |                           |
| 11月26日 | 日本のツッコミどころ〜芸人が作る観光名所ガイド〜                                    |                           |

### 2017年
| 1月14日  | 仁美＆足立のニッポン食べ尽くし！                                        |                                           |
| 1月21日  | ハク学の壁                                                              |                                           |
| 1月28日  | 芸人たちとチャイルド11                                                  |                                           |
| 2月4日   | ローラと直美のGo! Go! TV                                                |                                           |
| 2月18日  | その行動イエローカード〜8人の専門家からの警告〜                         |                                           |
| 2月25日  | ナイスチャレンジ                                                        | 30分拡大（14:00 - 15:30）                 |
| 3月4日   | わ・す・れ・な・い〜6年目の選択〜                                       |                                           |
| 3月11日  | FNN報道特別番組 日本を襲う巨大地震 忘れていないか3.11                   | 30分拡大（14:00 - 15:30）の上、全国ネット |
| 3月18日  | 人気逆転！ギラギラ確率バラエティ コレ何%                                |                                           |
| 4月8日   | 春のドラマツアーズ                                                      | 1時間拡大（14:00 - 16:00）                |
| 5月6日   | IPPONスカウト                                                           | 30分拡大（13:00 - 15:00）                 |
| 5月13日  | 100人のススメ2                                                          |                                           |
| 6月3日   | グチっていいのよ                                                        |                                           |
| 6月10日  | ただいま募集中                                                          |                                           |
| 7月1日   | 聞いてた話と違います！特別編                                            | 30分拡大（14:00 - 15:30）                 |
| 7月15日  | 一度でいいから見てみたい                                                |                                           |
| 7月29日  | FNSうたの夏まつり 直前・予習スペシャル 石丸・友近の8月2日まで待てない！ | 5分縮小（14:05 - 15:00）                  |
| 8月5日   | クイズ！おとなVSこども                                                  | 30分拡大（13:30 - 15:00）                 |
| 8月12日  | 時間圧縮スピードセレブ                                                  |                                           |
| 8月26日  | 良かれと思って！女芸能人VS世間の声                                      |                                           |
| 9月9日   | 今夜はFNS27時間テレビ にほんのれきし                                    |                                           |
| 9月30日  | 愛情!ウルトラ母さん イマ旬芸能人!勝手に実家訪問                         | この日で14:00 - 15:00枠での放送は最後。   |
| 11月18日 | ダサいいね!大賞                                                         |                                           |
| 11月25日 | IPPANグランプリ                                                         |                                           |
| 12月2日  | めちゃ×2イケてるッ! 昼スペシャル                                        | 5分縮小（14:35 - 15:30）                  |
| 12月9日  | THE MANZAI プレマスターズ                                               | 30分拡大（14:00 - 15:25）                 |
| 12月16日 | 聞いてた話と違います!                                                   | 5分縮小（14:35 - 15:30）                  |

### 2018年
| 放送日  | 番組名                                   | 備考                                                                  |
| ------- | ---------------------------------------- | --------------------------------------------------------------------- |
| 2月10日 | キビシー! 見どころ直前SP                 | 14:35 - 15:30                                                         |
| 2月24日 | クライマックス直前! FINAL CUT            | 14:35 - 15:30                                                         |
| 3月3日  | もうすぐR-1ぐらんぷり                    | 14:35 - 15:30                                                         |
| 3月10日 | めちゃ×2イケてるッ! 記録より記憶ベスト10 | 14:35 - 15:30                                                         |
| 3月17日 | めちゃ×2イケてるッ! 記録より記憶ベスト10 | 14:35 - 15:30                                                         |
| 3月24日 | めちゃ×2イケてるッ! 記録より記憶ベスト10 | 14:35 - 15:30 この後3月26日から3月30日まで『メディアミックスα』で継続 |
| 3月31日 | めちゃ×2イケてるッ! 記録より記憶ベスト10 | 同日の18:30 - 23:40に最終回SP放送                                     |